# Leopold Siținski
Leopold Siținski (n. martie 1854, Chișinău) a fost un medic și politician basarabean, primar al Chișinăului între anii 1904–1905, deputat în Duma rusească.
Leopold Siținski se trage din boierii Rîșcanu. Și-a făcut studiile la Academia de Medicină din Sankt Petersburg, specializându-se la Viena, Paris și Berlin. Timp de 20 de ani a fost medic-șef al Spitalului Central din Chișinău.
Devenit președinte al Comisiei Municipale de Construcție din Chișinău, a inițiat construirea Băncii orașului, Spitalului Municipal din Chișinău, a Pompieriei și a mai multor școli.
A fost decorat cu Ordinul Coroana României în grad de Comandor.